# Goo
Goo (с англ. — «Слизь») — шестой студийный альбом американской рок-группы Sonic Youth, вышедший 26 июня 1990 года на лейбле DGC Records, саблейбле Geffen Records. Он стал первым альбомом группы, изданным на мейджор-лейбле. На данном альбоме группа стремилась расширить свои фирменные чередующиеся гитарные аранжировки и многослойное звучание их предыдущего альбома Daydream Nation (1988 г.). Написание песен группой на Goo более актуально, чем предыдущие работы, исследующие темы расширения прав и возможностей женщин и поп-культуры. После успеха Daydream Nation Ник Сансано вернулся в качестве инженера, но продюсер-ветеран Рон Сен-Жермен был выбран Sonic Youth для завершения микширования альбома после увольнения Сансано.
Goo имел коммерческий успех и положительный приём критиков, достигнув 96-го места в американском чарте Billboard 200, их самой высокой позиции в чарте на сегодняшний день. Хотя ему не хватало значительной ротации на радио, его ведущий сингл «Kool Thing», созданный совместно с американским рэпером Chuck D из Public Enemy, занял седьмое место в чарте Billboard Modern Rock Tracks. С тех пор Goo считается одним из самых важных альбомов альтернативного рока и считается музыкально и художественно значимым. В 2020 году альбом занял 358-е место в списке 500 величайших альбомов всех времён по версии журнала Rolling Stone.

## Предыстория
В 1989 году, почти через год после выхода прорывного альбома группы Daydream Nation, Sonic Youth объявила, что подписала контракт на запись с Geffen Records, первым крупным лейблом группы. Sonic Youth решила разорвать отношения со своим бывшим лейблом Enigma Records в результате недовольства группы нерешительным маркетингом и распространением Enigma Daydream Nation, а также «Teen Age Riot» — сингла, сопровождающего альбом. Ещё одним фактором, который способствовал уходу группы с лейбла, было обращение Enigma с The Whitey Album, — экспериментальный альбом звуковых манипуляций и хип-хоп влияний, выпущенный под названием Ciccone Youth. Enigma не только отклонила предложение группы выпустить альбом одновременно с Daydream Nation, отдел рекламы лейбла также попытался отозвать свою обложку — увеличенную фотографию лица Мадонны — хотя Мадонна, как сообщается, дала Sonic Youth своё разрешение на её использование.
К середине 1989 года отношения Sonic Youth с главой британского и американского лейбла Полом Смитом, которого юридический консультант группы Ричард Гребал назвал «надёжным советником, но никогда не менеджером», становились всё более напряжёнными. Напряжённость в отношениях между Смитом и группой началась в 1986 году, когда Смит организовал выпуск концертных записей группы на альбоме Walls Have Ears без их участия. Помня о своей работе и имидже, Sonic Youth были раздражены этим решением, особенно когда альбом был распространён до релиза EVOL. Ситуация усугубилась ещё больше, когда Смит занял смелую позицию на переговорах с крупными звукозаписывающими лейблами во время тура Daydream Nation и потратил много времени, чтобы сообщить информацию группе. Его позиция, которая могла отпугнуть руководителей звукозаписывающих компаний, стала последней каплей для группы. 2 июня 1989 года Sonic Youth отправилась в квартиру Смита, якобы для того, чтобы обсудить ещё одно музыкальное видео для Daydream Nation, чтобы объявить о прекращении их сотрудничества.
Рассмотрев предложения от A&M Records, Atlantic Records и Mute Records, Sonic Youth подписали контракт на пять альбомов стоимостью 300 000 долларов с оговоркой, которая обеспечивала группе полный контроль над её творчеством. Группа, однако, была несколько недовольна тем, что альбом будет выпущен не на Geffen, а скорее новым и неустановленным дочерним лейблом DGC Records.

## Запись
В ноябре 1989 года Sonic Youth в сопровождении продюсеров Дона Флеминга и Джея Маскиса записали демо-версии восьми песен в студии Waterworks, управляемой Джимом Уотерсом в районе мясокомбината Нью-Йорка. Ли Ранальдо вспоминал, что Ким Гордон и Тёрстон Мур очень хотели пригласить Флеминга и Маскиса «как большую семью, так и как людей, чтобы иметь своё мнение»; и Ранальдо, и Стив Шелли чувствовали себя неловко из-за их присутствия, «потому что мы никогда раньше не делали записей, в которых участвовали другие люди». Первоначальное рабочее название альбома было Blowjob?, в основном для проверки чувства юмора их нового лейбла, но в конечном итоге группа была убеждена отказаться от названия в пользу Goo, названия, вдохновлённого одним из треков альбома «My Friend Goo». Поскольку результаты этих сессий позже были сильно подделаны, Мур официально выпустил их на демо-записях альбома Goo в 1991 году.
По рекомендации инженера Ника Сансано, наконец-то получив в своё распоряжение значительный бюджет, Sonic Youth записались в студии Sorcerer Sound в начале 1990 года. Сансано хорошо знал по своей работе над Daydream Nation, что группа, в частности Ранальдо, любили накладывать звуковые и гитарные эффекты. В Sorcerer Sound студия была оборудована двумя 24-дорожечными консолями, что позволяло группе использовать столько инструментов, сколько они хотели. Sonic Youth использовали студийное время для экспериментов с абстрактными техниками, такими как подвешивание микрофонов на подиуме Sorcerer Sound и изоляция Шелли в барабанной будке. Однако на раннем этапе группа увязла в проблемах: «Нам потребовалась вечность, чтобы сделать финальные дубли», — сказал Ранальдо, — «У кого-то что-то неизбежно пошло бы не так, и нам пришлось бы начинать всё сначала. Я помню, что был довольно разочарован этим».
После того, как основные треки были завершены, Sonic Youth переехала в студию Greene St. Recording, домашнюю базу Сансано, чтобы завершить песни и начать процесс микширования альбома Goo. Были включены дополнительные слои гитарных линий; вокалом манипулировали с помощью различных искажающих устройств, особенно на треке «Mary-Christ». Также в студии снова были Маскис и Флеминг в качестве консультантов, Маскис для вокальных партий альбома и Флеминг для ударных звуков. Флеминг почувствовала, что вокал Гордон с её нетрадиционным тембром было особенно приятно записывать, отметив её стремление попробовать разные подходы к своей речи во время сессий. Сансано, однако, не был уверен в направлении альбома: Каждый участник Sonic Youth привнёс свою собственную философию в аранжировку музыки, которая противоречила ожиданиям владельца лейбла относительно альбома, подходящего для радио.
Хотя Гэри Герш, один из менеджеров Geffen, отрицает, что Geffen оказывал какое—либо давление на Sonic Youth с целью создания коммерческого альбома, после прослушивания первых миксов с сессий и Герш, и группа были обеспокоены способностями Сансано закончить работу над Goo и настояли на найме продюсера-ветерана — группа выбрала джазового музыканта, ставшего продюсером, Рона Сен—Жермена — для организации финальных миксов. Сансано добровольно покинул проект, но был настолько удручён отсутствием веры у группы, что отказался разговаривать с ними спустя годы. С Жерменом, группа предоставила ему относительно полную свободу действий, чтобы разобраться в бесчисленных наложениях, над которыми Sonic Youth работали до его вступления в проект. У него уже было обширное резюме, включая его работу в джазовом сообществе и очень влиятельный альбом группы Bad Brains I Against I (1986 г.). К тому времени, когда Goo был завершён, его стоимость выросла до 150 000 долларов (США), что в пять раз больше, чем у Daydream Nation. Цифра была ошеломляющей для группы, заботящейся о расходах; по словам Шелли, Sonic Youth было бы лучше выпустить оригинальные демо-версии Goo, чтобы снизить конечные затраты.

## Музыка
Goo расширил стилистику альт-рока Daydream Nation с гораздо более продуманными ссылками на поп-культуру. Ещё одним событием в группе в то время была важность Гордон как ведущей вокалистки и автора песен. Гордон написала две песни, «Tunic (Song for Karen)» и «Kool Thing», которые бросили вызов ожиданиям роли женщины в американском обществе. В песне «Tunic (Song for Karen)» проходит исследование самооценки и образа тела, прослеживается борьба Карен Карпентер с нервной анорексией до комментария её матери о том, что она выглядела полной на сцене, и отказа музыкальной индустрии от её предложенного сольного альбома 1980 года. Биограф группы Стиви Чик описал тексты песен Гордон как «окрашенные удушающей почти готической грустью» и «меланхолией, возможно, похожей на ту, которая подчёркивает собственную музыку Карпентеров».
Вторая композиция Гордон, «Kool Thing», была вдохновлена её интервью 1989 года с рэпером LL Cool J. Хотя Гордон была давним поклонником хип-хоп-исполнителя и приписывала его альбому Radio то, что он привлек её к рэпу, однако невнимание LL Cool J к панк-музыке и женоненавистническим взглядам на женщин разочаровало Гордон. В своей книге-антологии «Вот она приходит сейчас: Женщины в музыке, которые изменили нашу жизнь» Элисса Шнаппель написала, что Гордон «превратила этот опыт в острую и остроумную социальную критику пола, расы и власти, под которую вы могли бы танцевать». Насмешливый ответ Гордон на встречу: «Kool Thing», подшучивала над её собственными левыми политическими убеждениями, а также над её увлечением партией «Черная пантера». Хотя сам LL Cool J в песне не упоминается, упоминались его работы «I Can’t Live Without My Radio», «Going Back to Cali» и Walking with a Panther. Рэпер Chuck D из Public Enemy, который был на Грин-стрит, чтобы записать Fear of a Black Planet, внёс свой вклад в среднюю секцию «Вызов и ответ».
Находясь под влиянием конкретной музыки во время производства отразил склонность Sonic Youth записывать звуковые коллажи с различными ритмами и наложением. «Mildred Pierce» и «Scooter & Jinx» были разработаны с использованием методов, которые включали в себя перенастройку и реконтекстуализацию участниками группы различных типов звука в студии. На основе восьмиминутной демо-версии «Blowjob», вызванная страхом «Mildred Pierce» была вдохновлена одноимённым нуар-фильмом 1945 года. Алек Фоэрдж отметил песню как «реакцию группы на то, что стало удручающе напряжённым процессом», в которой не было ничего, кроме трехаккордового вампира и Мура, неоднократно кричащего «Mildred Pierce»; тем не менее, как описал Фоэрдж, это пример прогресса Sonic Youth от примитивной природы Confusion Is Sex и Kill Yr Idols. В какой-то момент во время сеансов записи усилитель Мура перегрелся и взорвался, издав высокий визгливый звук. Группа, тем не менее, очарованная результатами, повторила звук для всего «Scooter & Jinx».

## Выпуск и приём критиков
| Оценки критиков            | Оценки критиков |
| Источник                   | Оценка          |
| -------------------------- | --------------- |
| AllMusic                   | [ 5 ]           |
| Blender                    | [ 23 ]          |
| Christgau's Consumer Guide | A−              |
| Entertainment Weekly       | B               |
| Los Angeles Times          | [ 26 ]          |
| Pitchfork                  | 8.5/10          |
| Record Collector           | [ 28 ]          |
| Rolling Stone              | [ 29 ]          |
| Select                     | 4/5             |
| Uncut                      | [ 31 ]          |

Альбом Goo был выпущен DGC Records 26 июня 1990 года. Дизайн обложки альбома был создан Раймондом Петтибоном, который отвечал за ранние обложки для хардкор-панк группы Black Flag. Вместо своего оригинального эскиза Джоан Кроуфорд Sonic Youth выбрал другой дизайн от Петтибона: иллюстрацию двух британских модов в солнцезащитных очках, основанную на фотографии Морин Хиндли и Дэвида Смита, двух свидетелей по делу об убийствах совершённых Иэном Брэйди и Майрой Хиндли. Хотя Geffen настаивал на массовом рынке, лейбл также был обеспокоен отчуждением первоначальной фанатской базы Sonic Youth. Это побудило исполнительного директора Geffen Марка Кейтса использовать массовую рекламную тактику. Продвигая Goo, Кейтс организовал для группы посещение радиостанций колледжа и музыкальных журналистов за несколько недель до выхода альбома.
Споры, связанные с содержанием альбома и экспозицией сингла «Kool Thing», помогли Goo превзойти ожидания лейбла группы. К декабрю 1990 года Goo разошелся тиражом более 200 000 копий и в конечном итоге достиг 96—го места в чарте Billboard 200 — самой высокой позиции в чарте у группы на сегодняшний день. Хотя лейблу было трудно перевести Sonic Youth на поп-радио, «Kool Thing» вошла в регулярный график ротации Buzz Bin и стала их самой популярной песней на альтернативном радио, достигнув 7-й строчки на рекламном щите Billboard Modern Rock Tracks. Альбом способствовал коммерческому прорыву альтернативной музыки в начале 1990-х годов, несмотря на ограниченную радиопередачу.
Goo получил восторженные отзывы от современных критиков. В статье, опубликованной в августе 1990 года, Дэвид Фрике из Rolling Stone назвал запись самой доступной работой Sonic Youth на сегодняшний день. Он считал, что Goo — это «блестящее, расширенное эссе в изысканном примитивизме, которое ловко примиряет структурные условности рока с двойной страстью группы к жестокой тональной эластичности и холокосту гаражного панка». Джонатан Голд из Los Angeles Times назвал Sonic Youth «The Rolling Stones нойз-музыки» и нашёл искажённые гитары группы, танцевальные ритмы и запоминающиеся припевы подходящими для радиоэфира. Обозреватель журнала Select Рассел Браун почувствовал, что альбом «разрывается от… чувства неожиданности» и похвалил его как «чертовски хорошее искусство».
С тех пор как Goo был впервые выпущен, он рассматривался как одна из величайших и наиболее важных записей альтернативного рока всех времён, а также как культурно значимая работа. Алек Фоэрдж назвал его «радикальным — даже вызывающим по стандартам мейджор-лейбла 1990 года», в то время как Дэвид Браун сказал, что успех альбома был «показателем того, что аудитория для этой музыки объединялась, хотя и медленно». Дейзи Джонс из Dazed нашла альбом очень актуальным для американской молодёжи: «Он вышел в 1990 году, год, в котором гранж распространился, как зуд, среди поколения, всё больше разочаровывающегося в „мок-метале“ и стадионной театральности таких артистов, как Guns N' Roses и Элис Купер». Написав рецензию на альбом для Tidal, Якоб Матцен сказал, что, поскольку Goo был самым доступным альбомом Sonic Youth, это «важная часть головоломки, чтобы понять, как и почему другие альтернативные исполнители (такие как Nirvana) смогли вывести андеграунд в мейнстрим и бросить вызов доминирующей гегемонии музыкальной индустрии».

## Список композиций
Вся музыка написана Sonic Youth за исключением отмеченных.
| №   | Название                 | Текст песни | Вокал      | Длительность |
| --- | ------------------------ | ----------- | ---------- | ------------ |
| 1.  | «Dirty Boots»            | Тёрстон Мур | Мур        | 5:28         |
| 2.  | «Tunic (Song for Karen)» | Ким Гордон  | Гордон     | 6:22         |
| 3.  | «Mary-Christ»            | Мур         | Мур/Гордон | 3:11         |
| 4.  | «Kool Thing»             | Гордон      | Гордон     | 4:06         |
| 5.  | «Mote»                   | Ли Ранальдо | Ранальдо   | 7:37         |
| 6.  | «My Friend Goo»          | Гордон      | Гордон/Мур | 2:19         |
| 7.  | «Disappearer»            | Мур         | Мур        | 5:08         |
| 8.  | «Mildred Pierce»         | Мур         | Мур        | 2:13         |
| 9.  | «Cinderella's Big Score» | Гордон      | Гордон     | 5:54         |
| 10. | «Scooter + Jinx»         | —           | —          | 1:06         |
| 11. | «Titanium Exposé»        | Мур/Гордон  | Мур/Гордон | 6:27         |

### Deluxe-издание
| №   | Название                                        | Текст песни            | Вокал      | Длительность |
| --- | ----------------------------------------------- | ---------------------- | ---------- | ------------ |
| 1.  | «Dirty Boots»                                   | Мур                    | Мур        | 5:28         |
| 2.  | «Tunic (Song for Karen)»                        | Гордон                 | Гордон     | 6:22         |
| 3.  | «Mary-Christ»                                   | Мур                    | Мур/Гордон | 3:11         |
| 4.  | «Kool Thing»                                    | Гордон                 | Гордон     | 4:06         |
| 5.  | «Mote»                                          | Ранальдо               | Ранальдо   | 7:37         |
| 6.  | «My Friend Goo»                                 | Гордон                 | Гордон/Мур | 2:19         |
| 7.  | «Disappearer»                                   | Мур                    | Мур        | 5:08         |
| 8.  | «Mildred Pierce»                                | Мур                    | Мур        | 2:13         |
| 9.  | «Cinderella's Big Score»                        | Гордон                 | Гордон     | 5:54         |
| 10. | «Scooter + Jinx»                                | —                      | —          | 1:06         |
| 11. | «Titanium Exposé»                               | Мур/Гордон             | Мур/Гордон | 5:08         |
| 12. | «Lee #2»                                        | Ранальдо               | Ранальдо   | 3:31         |
| 13. | «That's All I Know (Right Now)» (The Neon Boys) | Ричард Хэлл/Том Верлен | Мур        | 2:20         |
| 14. | «The Bedroom»                                   | —                      | —          | 3:42         |
| 15. | «Dr. Benway's House»                            | —                      | —          | 1:17         |
| 16. | «Tuff Boyz»                                     | —                      | —          | 5:39         |

| №   | Название                                             | Текст песни                        | Вокал              | Длительность |
| --- | ---------------------------------------------------- | ---------------------------------- | ------------------ | ------------ |
| 1.  | «Tunic (Song for Karen)» (8-дорожечное демо)         | Гордон                             | Гордон/Джей Маскис | 6:44         |
| 2.  | «Number One (Disappearer)» (8-дорожечное демо)       | Мур                                | Мур                | 4:57         |
| 3.  | «Titanium Exposé» (8-дорожечное демо)                | Мур/Гордон                         | Мур/Гордон         | 4:43         |
| 4.  | «Dirty Boots» (8-дорожечное демо)                    | Мур                                | Мур                | 6:37         |
| 5.  | «Corky (Cinderella's Big Score)» (8-дорожечное демо) | Мур                                | Мур                | 7:49         |
| 6.  | «My Friend Goo»                                      | Гордон                             | Гордон             | 2:31         |
| 7.  | «Bookstore (Mote)» (8-дорожечное демо)               | Ранальдо                           | Ранальдо           | 4:14         |
| 8.  | «Animals (Mary-Christ)» (8-дорожечное демо)          | Мур                                | Мур/Гордон         | 3:02         |
| 9.  | «DV2 (Kool Thing)» (8-дорожечное демо)               | Гордон                             | Гордон/Мур         | 4:17         |
| 10. | «Blowjob (Mildred Pierce)» (8-дорожечное демо)       | Мур                                | Мур                | 8:52         |
| 11. | «Lee #2 (instrumental)» (8-дорожечное демо)          | Ранальдо                           | —                  | 3:30         |
| 12. | «I Know There's an Answer» (The Beach Boys)          | Брайан Уилсон/Терри Сачен/Майк Лав | Ранальдо/Мур       | 3:10         |
| 13. | «Can Song»                                           | —                                  | —                  | 3:17         |
| 14. | «Isaac»                                              | —                                  | —                  | 2:36         |
| 15. | «Goo Interview Flexi» (звуковой монтаж)              | —                                  | —                  | 6:03         |

## Участники записи
Sonic Youth
- Тёрстон Мур — вокал, гитара
- Ким Гордон — бас-гитара, вокал
- Ли Ранальдо — гитара, вокал
- Стив Шелли — ударные, перкуссия

Приглашённые музыканты
- Джей Маскис — бэк-вокал («Tunic (Song for Karen)», «Mote», «My Friend Goo»)
- Дон Флеминг — бэк-вокал («Dirty Boots», «Disappearer»)
- Чак Ди — дополнительный вокал («Kool Thing»)

## Хит-парады

### Альбом
| Хит-парад (1990)               | Место |
| ------------------------------ | ----- |
| Dutch Top 100                  | 71    |
| New Zealand RIANZ Albums Chart | 22    |
| UK Albums Chart                | 32    |
| UK Billboard 200               | 96    |

### Синглы
| Год  | Сингл      | Место | Место | Место |
| Год  | Сингл      | US    | UK    | IRL   |
| ---- | ---------- | ----- | ----- | ----- |
| 1990 | Kool Thing | 7     | 81    | 24    |

## Сертификации
| Регион                                                                      | Сертификация | Продажи |
| --------------------------------------------------------------------------- | ------------ | ------- |
| Великобритания (BPI)                                                        | Серебряный   | 60 000  |
| Данные о продажах + прослушиваниях приведены только на основе сертификации. |              |         |